# Plagiobothrys plebeius
Plagiobothrys plebeius là loài thực vật có hoa trong họ Mồ hôi. Loài này được (Cham.) I.M. Johnst. miêu tả khoa học đầu tiên năm 1923.